# Västra Sjatjerim
Västra Sjatjerim är en sjö i Jokkmokks kommun i Lappland och ingår i Luleälvens huvudavrinningsområde. Sjön har en area på 0,65 kvadratkilometer och ligger 284,1 meter över havet. Sjön avvattnas av vattendraget Kvarnbäcken (Sjaterimbäcken).

## Delavrinningsområde
Västra Sjatjerim ingår i det delavrinningsområde (740827-167205) som SMHI kallar för Utloppet av Västra Sjatjerim. Medelhöjden är 311 meter över havet och ytan är 5,16 kvadratkilometer. Det finns ett avrinningsområde uppströms, och räknas det in blir den ackumulerade arean 42,26 kvadratkilometer. Kvarnbäcken (Sjaterimbäcken) som avvattnar avrinningsområdet har biflödesordning 3, vilket innebär att vattnet flödar genom totalt 3 vattendrag innan det når havet efter 194 kilometer. Avrinningsområdet består mestadels av skog (72 procent) och sankmarker (20 procent). Avrinningsområdet har 0,65 kvadratkilometer vattenytor vilket ger det en sjöprocent på 5,6 procent.